# Siolmatra brasiliensis
Siolmatra brasiliensis är en gurkväxtart som först beskrevs av Célestin Alfred Cogniaux, och fick sitt nu gällande namn av Louis Antoine François Baillon. Siolmatra brasiliensis ingår i släktet Siolmatra och familjen gurkväxter. Inga underarter finns listade i Catalogue of Life.